# Zglechów
Zglechów (prononciation : [ˈzɡlɛxuf]) est un village polonais de la gmina de Siennica dans le powiat de Mińsk de la voïvodie de Mazovie dans le centre-est de la Pologne.
Il se situe à environ 12 km au sud-est de Mińsk Mazowiecki (siège du powiat) et à 48 km à l'est de Varsovie (capitale de la Pologne).

## Histoire
De 1975 à 1998, le village appartenait administrativement à la voïvodie de Siedlce.